# Чарачо
Чарачо (рум. Ciaracio) — село у повіті Харгіта в Румунії. Входить до складу комуни Чичеу.
Село розташоване на відстані 221 км на північ від Бухареста, 6 км на північний захід від М'єркуря-Чука, 84 км на північ від Брашова.

## Населення
За даними перепису населення 2002 року у селі проживали 144 особи, з них 141 особа (97,9%) угорців. Рідною мовою 141 особа (97,9%) назвала угорську.